# Paratropus chelonitis
Paratropus chelonitis är en skalbaggsart som beskrevs av Lewis 1905. Paratropus chelonitis ingår i släktet Paratropus och familjen stumpbaggar. Inga underarter finns listade i Catalogue of Life.